# На Гранатових островах
«На Гранатових островах» (рос. «На Гранатовых островах») — радянський гостросюжетний фільм 1981 року за твором Генріха Боровіка.

## Сюжет
Дія відбувається у вигаданій республіці Гранатові острова. Виявлена на островах нафта стає причиною організованого ЦРУ державного перевороту. Група західних журналістів, акредитованих при Організації Об'єднаних Націй (ООН), відвідує країну і повинна повідомити у своїх репортажах, що все спокійно і ніхто не зазіхає на обрану народом владу.
Після закінчення візиту журналісти відлітають з островів, але через негоду змушені повернутися. І тут вони стають свідками того, що не призначалося увазі сторонніх — операція «Глобус», повномасштабне вторгнення військ США в республіку. Непідкупного і принципового Фредді Кларка і його супутників затримують в невеликому готелі. Підісланий фахівець з психологічної обробки Калишер за всяку ціну повинен переконати їх в тому, що ця війна — «народна революція»… Всі журналісти, крім Гаррі Максвелла, гинуть.

## У ролях
- Кирило Лавров — Фредді Кларк
- Володимир Сєдов — Гаррі Максвелл
- Олександр Соловйов — Едвард Морр
- Людмила Чурсіна — Катлен Габю
- Ернст Романов — Стеннард
- Микола Волков — Хольц
- Ростислав Плятт — Пітер Калишер, співробітник ЦРУ
- Євген Лебедєв — Астахов, російський емігрант
- Андрій Харитонов — Ігор, син Астахова
- Григоре Грігоріу — Фарадж, місцевий колабораціоніст
- Олександр Бєлявський — Майкл, «Сьомий», співробітник ЦРУ
- Еве Ківі — Інга
- Євдокія Урусова — Мері
- Юрій Катін-Ярцев — Дейв, доктор
- Ігор Косухін — радіожурналіст
- Павло Махотін — політичний оглядач
- Нодар Шашик-огли — представник Республіки Гранатових островів
- Вадим Вільський — співробітник ЦРУ
- Юльєн Балмусов — епізод

## Знімальна група
- Режисер:  Тамара Лисиціан
- Автор сценарію  Генріх Боровік
- Оператор:  Михайло Ардаб'євський
- Композитор:  Ігор Єфремов
- Звукорежисер: Микола Кропотов
- Художник-постановник:  Костянтин Форостенко